# Белогородская судоверфь
ООО «Белогородская судоверфь» — судостроительно-судоремонтный завод.
Белогородская судоверфь была основана в 1939 году. Завод был заложен в месте впадения реки Хотча в Волгу. Выбор места был обусловлен близким расположением основных судоходных речных путей. Завод выпустил более 300 судов различных типов: буксиров, самоходных и несамоходных барж, земснарядов, технических судов, пассажирских теплоходов и катеров.

## Основные направления деятельности верфи
- Ремонт технического, вспомогательного, грузового и пассажирского флота
- Глубокая и косметическая модернизация речных судов
- Строительство речного и маломерного флота
- Производство грейферов, утилизационных и водогрейных котлов, буксирно-якорных лебедок.
- Отстой судов в акватории и на слипе в межнавигационный период.
- Производство автомобильных прицепов.
- Оказание услуг по штучному изготовлению металлоконструкций и деталей из металла с использованием станочного парка предприятия.